# 王天玺
王天玺（1942年10月—2020年4月2日），男，彝族，云南云县人，中华人民共和国政治人物，曾任中共云南省委副书记、宣传部部长，求是杂志社总编辑，中共十四、十五、十六大代表，第九、十届全国人大代表。
主编《中国彝族通史》。